# Tenrekartige
Die Tenrekartigen (Afrosoricida) sind eine in jüngerer Zeit aufgrund von molekulargenetischen Untersuchungen festgestellte Ordnung der Säugetiere (Mammalia). Sie fassen die Tenreks, Otterspitzmäuse und die Goldmulle zusammen, drei in Afrika und auf Madagaskar lebende Familien mit rund 55 Arten. Morphologisch teilen die Tenrekartigen mit den Insektenfressern „im engeren Sinn“ (wissenschaftlich Eulipotyphla), dem Taxon aus Igeln, Spitzmäusen, Maulwürfen und anderen, so viele Gemeinsamkeiten, dass sie früher  in eine gemeinsame Ordnung, Insektenfresser „im weiteren Sinn“ (wissenschaftlich Lipotyphla) gestellt wurden. Die molekulargenetischen Befunde sprechen jedoch dafür, dass Tenrekartige und Insektenfresser nicht miteinander verwandt sind, sondern sich lediglich konvergent entwickelt haben.

## Merkmale

### Körperbau und Gliedmaßen

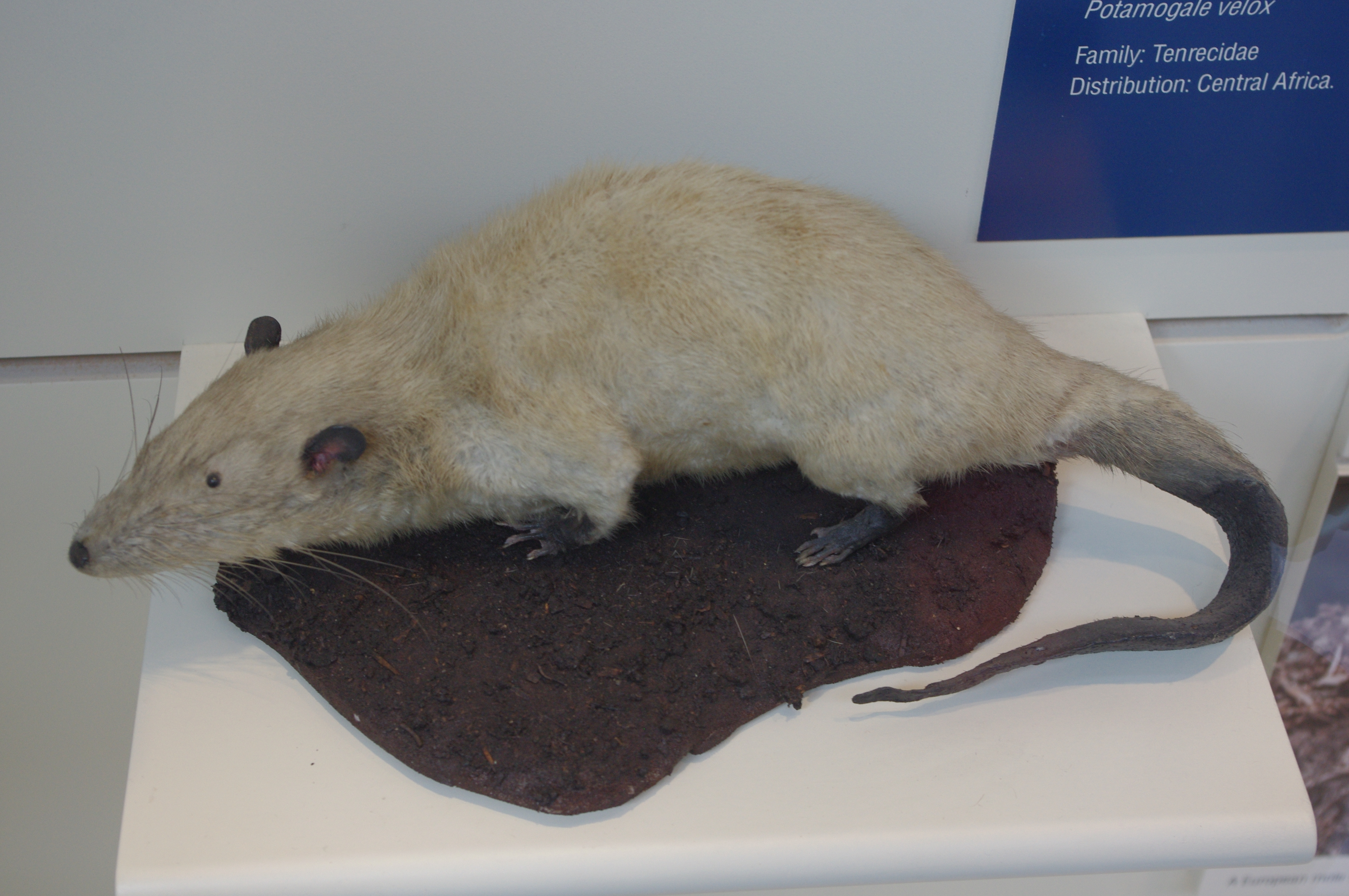
Große Otterspitzmaus (Potamogale velox)

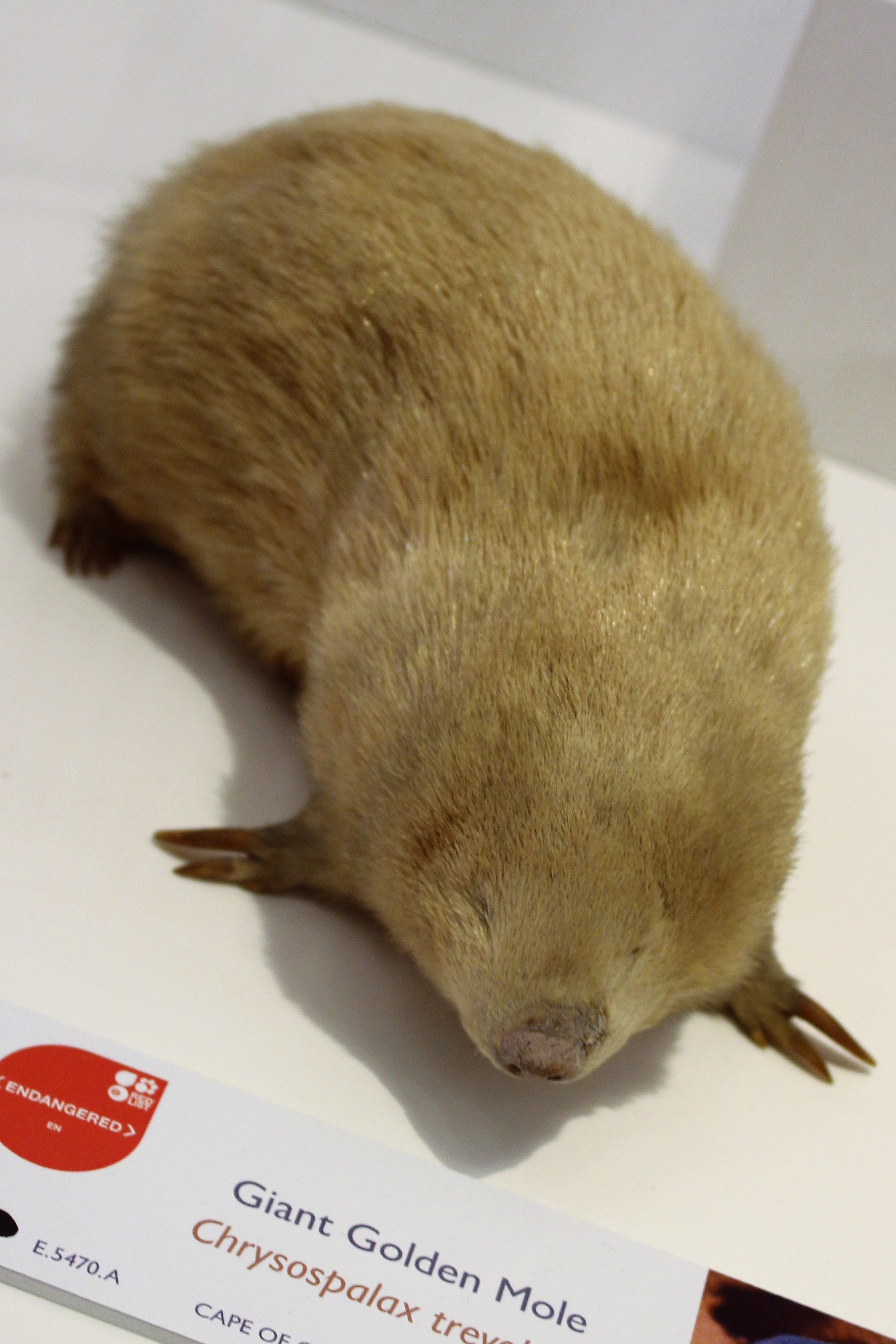
Riesengoldmull (Chrysospalax trevelyani)

Die Tenrekartigen haben verschiedene ökologische Nischen besetzt und sind dementsprechend eine vielgestaltige Gruppe. Die Goldmulle (Chrysochloridae) sind – ähnlich den Maulwürfen – an eine unterirdisch grabende Lebensweise angepasst; innerhalb der Tenreks (Tenrecidae) finden sich spitzmausähnliche Vertreter (die Reistenreks und der Erdtenrek) und igelähnliche Tiere (die Igeltenreks). Daneben gibt es mit den Otterspitzmäusen (Potamogalidae)  auch wasserbewohnende Arten, die äußerlich otterähnlich wirken. Die Kopf-Rumpf-Längen variieren zwischen 4 und 40 cm. Der Schwanz ist unterschiedlich lang, von stummelartig kurz bei den Goldmullen und den Igeltenreks bis doppelt so lang wie der restliche Körper bei einigen Kleintenreks. Das Gewicht beträgt zwischen 3 g und 2,4 kg.
Die Gliedmaßen sind verhältnismäßig kurz. Die Vorderfüße der Goldmulle sind zu hochspezialisierten Grabwerkzeugen umgebildet, wobei insbesondere die Kralle des dritten Fingers verlängert ist. Die Gliedmaßen der Tenreks haben sich an die jeweilige Lebensweise angepasst und sind zum Graben, zum Klettern oder zum Bodenlaufen geeignet. Manche wasserlebenden Arten besitzen Schwimmhäute. Die Hände und Füße weisen mit wenigen Ausnahmen jeweils fünf Strahlen auf, Finger und Zehen tragen immer Krallen. Bei allen Tenrekartigen sind Schien- und Wadenbein oft am unteren Ende verwachsen.

### Kopf und Zähne
Der Kopf ist kegelförmig oder langgestreckt, die Schnauze zugespitzt. Wie bei vielen unterirdisch lebenden Säugern fehlen bei Goldmullen Ohrmuscheln, die der Tenreks sind hingegen relativ groß. Die Augen sind bei den Tenreks und den Otterspitzmäusen klein, bei den Goldmullen mit Fell bedeckt und funktionslos. Als charakteristisches Merkmal kann der Jochbogen herangezogen werden, der bei den Tenreks und den Otterspitzmäusen nicht geschlossen ist. Bei den Goldmullen besteht ein vollständiger Bogen, der aber nur aus dem vorderen Bogenansatz gebildet wird und daher als sekundär aufzufassen ist.
Die Zähne sind genau wie die der Insektenfresser durch spitze Höcker und scharfe Schmelzleisten charakterisiert. Die Zahnformel lautet {\displaystyle {\frac {2-3.1.3.2-3}{2-3.1.3.2-3}}}. Insgesamt haben sie also 32 bis 40 Zähne. Bei den Goldmullen, den Otterspitzmäusen und den Kleintenreks ist der vorderste obere und der zweite untere Schneidezahn stets vergrößert, der Eckzahn immer klein. Im Unterschied dazu haben die Igeltenreks und die Reiswühler vergrößerte Eckzähne. Die Molaren verfügen über ein zalambdodomntes Kauflächenmuster, das heißt, es ist eine V-förmige Schmelzleiste (Ectoloph) ausgebildet. Zusätzlich bestehen drei Haupthöcker, von denen der Paraconus an der Spitze des V-förmigen Ectolophs liegt. Bei den Tenreks und den Goldmullen verschmilzt der Metaconus mit dem Paraconus, bei den Otterspitzmäusen sind beide deutlich voneinander getrennt. Der dritte Höcker, der Protoconus, ist bei den beiden erstgenannten Gruppen in unterschiedlichem Maße reduziert, bei der letztgenannten aber groß ausgebildet.

### Innere Anatomie
Auch in der inneren Anatomie haben die Tenrekartigen große Ähnlichkeiten mit Insektenfressern. Der Verdauungstrakt ist einfach gebaut, der Blinddarm fehlt bei beiden Gruppen und der Darm ist kurz und röhrenförmig. Eine Besonderheit der Tenrekartigen ist, dass das Urogenitalsystem wie bei den Ursäugern in einer einzigen Austrittsöffnung, der Kloake, endet. Eine ähnliche Anordnung findet sich aber auch bei einigen Spitzmäusen und ist somit kein morphologisches Kriterium. Bei den Männchen der meisten Arten der Tenrekartigen liegen die Hoden in der Bauchhöhle. Das unterscheidet sie von den Insektenfressern, stellt aber möglicherweise ein urtümliches Säugetiermerkmal dar. Die Weibchen haben wie bei den Insektenfressern eine zweihörnige Gebärmutter (Uterus bicornis).

## Verbreitung und Lebensraum
Die Tenrekartigen kommen ausschließlich in Afrika südlich der Sahara und auf Madagaskar vor. Die Tenreks haben ihren Verbreitungsschwerpunkt auf Madagaskar, die Otterspitzmäuse sind auf dem afrikanischen Festland beiderseits des Äquators beheimatet. Die Goldmulle bewohnen vorwiegend den Süden des Kontinents, drei Arten leben im mittleren Afrika, auf Madagaskar fehlen sie.
Die Tenrekartigen bewohnen eine Reihe von Lebensräumen und finden sich sowohl in trockenen Wüstenregionen als auch in Grasländern und Wäldern. Die Otterspitzmäuse und ein Vertreter der Tenreks führen eine semiaquatische Lebensweise und sind dementsprechend entlang von Flüssen und anderen Gewässern zu finden. Die Höhenverbreitung reicht vom Meeresspiegel bis in Hochgebirgslagen um 4000 m.

## Lebensweise

### Allgemeines
Die Lebensweise der Tenrekartigen ist vielfältig, was sich auch in ihrem Körperbau ausdrückt. Die Goldmulle verbringen den Großteil ihres Lebens unterirdisch. Ebenso finden sich unter den Tenreks einige grabende Arten, wenn auch nicht im gleichen Ausmaß. Ein größerer Teil der Tenreks lebt allerdings auf dem Boden oder klettert in Bäumen. Bei manchen Tenreks, vor allem aus der Gruppe der Kleintenreks ist dafür ein langer Greifschwanz ausgebildet. Die Otterspitzmäuse und der Wassertenrek halten sich bei der Nahrungssuche zumeist im Wasser auf. Den meisten Tenrekartigen dienen selbst gegrabene Baue als Unterschlupf. Die Tiere leben mit einzelnen Ausnahmen einzelgängerisch und meiden außerhalb der Paarungszeit den Kontakt mit Artgenossen.
Eine Besonderheit der Tenrekartigen ist, dass ihre Körpertemperatur flexibler als die der meisten anderen Säugetiere ist und zum Teil der Umgebung angepasst werden kann. Viele Arten fallen in einen Torpor (Starrezustand), entweder täglich oder bei kühler Außentemperatur und geringem Nahrungsangebot.

### Nahrung
Die Nahrung der Tenrekartigen besteht aus Insekten und anderen Wirbellosen wie Regenwürmern, die aquatischen Arten nehmen auch Krebstiere zu sich. In unterschiedlichem Ausmaß ergänzen kleine Wirbeltiere, Aas und pflanzliches Material den Speiseplan.

### Fortpflanzung
Über die Fortpflanzung ist wenig bekannt, sie ist aber je nach Art variabel. Die Wurfgrößen variieren zwischen eins und 32 beim Großen Tenrek, letzteres stellt den höchsten Wert aller Säugetiere dar. Neugeborene werden im geschützten Bau der Mutter – die meist allein für die Jungenaufzucht verantwortlich ist – zur Welt gebracht. Sie sind zunächst hilflos, wachsen aber schnell.

## Systematik

### Äußere und innere Systematik
Aufgrund molekulargenetischer Untersuchungen werden die Tenrekartigen den Afrotheria zugerechnet, einer äußerlich heterogenen Säugetiergruppe, die ihren Ursprung auf dem afrikanischen Kontinent hat. Die Verwandtschaftsverhältnisse zu anderen Gruppen innerhalb der Afrotheria sind noch nicht vollständig aufgelöst. In zahlreichen genetischen Studien stellen die Rüsselspringer (Macroscelidea) die Schwestergruppe der Tenrekartigen dar, gemeinsam mit dem Erdferkel (Tubulidentata) bilden diese Gruppen das Taxon der Afroinsectiphilia.
Innerhalb der Tenrekartigen werden heute drei Familien unterschieden:
- Ordnung Afrosoricida Stanhope, Waddell, Madsen, de Jong, Hedges, Cleven, Kao & Springer, 1998 (Tenrekartige)

- Chrysochloridae Gray, 1825 (Goldmulle)

- Tenrecomorpha Butler, 1972

- Tenrecidae Gray, 1821 (Tenreks)
- Potamogalidae Allman, 1865 (Otterspitzmäuse)

Die Goldmulle werden teilweise morphologisch aufgrund eines unterschiedlichen Baus des Ohres in zwei oder drei Unterfamilien (Chrysochlorinae und Amblysominae, teilweise auch die Eremitalpinae) unterteilt, genetische Daten unterstützen dies aber nicht vollständig. Die Tenreks lassen sich in drei morphologisch gut abgegrenzte Unterfamilien unterteilen: die Erdtenreks (Geogalinae), die Reistenreks (Oryzorictinae) und die Igeltenreks (Tenrecinae). (Näheres siehe unter Systematik der Goldmulle und Systematik der Tenreks.) Die Monophylie der drei Familien wurde durch molekulargenetische Untersuchungen bestätigt, was früher geäußerte Vermutungen basierend auf anatomischen Vergleichen widerlegt hat, die Otterspitzmäuse könnten die Schwestergruppe aller übrigen Tenrekartigen sein oder die Igeltenreks seien näher mit den Goldmullen als mit den übrigen Tenreks verwandt. In einer verwandtschaftlichen Nähe zu den Tenreks steht laut genetischen Untersuchungen auch die heute ausgestorbene Gattung Plesiorycteropus. Die Vertreter der Gattung waren bis vor rund 1000 Jahren auf Madagaskar heimisch, ursprünglich wurde ihnen aber eine nähere Beziehung zum Erdferkel zugesprochen beziehungsweise standen sie in der eigenständigen Ordnung Bibymalagasia.

### Forschungs- und Systematikgeschichte
Seit der Etablierung der Ordnung der Insektenfresser (Insectivora) durch Thomas Edward Bowdich im Jahr 1821 stand die Zugehörigkeit der Tenreks und Goldmulle weitgehend außer Zweifel. Diese Ordnung hat eine bewegte taxonomische Geschichte, und auch als einige Taxa wie Riesengleiter, Spitzhörnchen und Rüsselspringer später ausgegliedert wurden, galt die Verwandtschaft aufgrund der morphologischen Übereinstimmungen bis in die 1990er-Jahre als gesichert. Die innere Systematik dieser Insektenfresser im weiteren Sinn war jedoch stets umstritten. So wurden die Tenreks beispielsweise oft als enge Verwandte der Schlitzrüssler betrachtet, die Goldmulle galten unter anderem als nahe mit den Maulwürfen verwandt oder als basale Gruppe, die allen übrigen Insektenfressern gegenüberstand.
Mit dem Einzug der molekulargenetischen Forschung in die zoologische Systematik hat sich diese Sichtweise geändert. Ein Forscherteam um Mark S. Springer stellte 1997 erstmals die Goldmulle außerhalb der Insektenfresser und ordnete sie in eine Klade afrikanischer Säugetiere ein, Im darauffolgenden Jahr erkannten Michael J. Stanhope und Kollegen, dass auch die Tenreks in diese Gruppe gehören und mit den Goldmullen ein gemeinsames Taxon bilden. Sie prägten auch den wissenschaftlichen Namen Afrosoricida, darüber hinaus auch die Bezeichnung Afrotheria für die übergeordnete gemeinsame Gruppe afrikanischer Tiere. Zahlreiche folgende molekulare Untersuchungen haben die Polyphylie der Insektenfresser im weiteren Sinn (Lipotyphla) bestätigt, sodass heute über die Aufteilung auf zwei Gruppen, die Tenrekartigen (Afrosoricida) und die Insektenfresser (Eulipotyphla) weitgehend Konsens herrscht.

### Taxonomie
Der wissenschaftliche Terminus Afrosoricida bedeutet direkt übersetzt „afrikanische Spitzmäuse“. Der Begriff ist umstritten, da ihm das Taxon Afrosorex zugrunde liegt, das 1986 von Rainer Hutterer eingeführt worden war. In der heutigen Systematik bezeichnet Afrosorex eine Untergattung innerhalb der Weißzahnspitzmäuse (Crocidura) und schließt Arten wie Fischers Spitzmaus oder Mac Arthurs Spitzmaus ein, sie steht somit eindeutig mit den Insektenfressern in Verbindung. Einige Wissenschaftler präferieren daher andere Bezeichnungen für die Tenrekartigen. Häufig verwendet wird Tenrecoidea mit Verweis auf Samuel Booker McDowell 1958. McDowell hatte die Tenrecoidea als Überfamilie unter Einschluss der Tenreks (inklusive der Otterspitzmäuse) und der Goldmulle definiert. Zuerst benutzt wurde der Begriff aber von George Gaylord Simpson im Jahr 1931, der darin die Tenreks zusammen mit den Otterspitzmäusen, den Schlitzrüsslern und einigen ausgestorbenen Gruppen einordnete, allerdings unter Ausschluss der Goldmulle. Es wird daher auch die Meinung vertreten, das McDowells Neudefinition eine ungerechtfertigte Erweiterung des Taxons nach Simpson darstellt. Eine teilweise verwendete Bezeichnung stellt Tenrecomorpha dar. Diese stammt von Percy M. Butler aus dem Jahr 1972, bezieht sich aber nur auf die Tenreks und die Otterspitzmäuse. Sie wird daher in einigen jüngeren Arbeiten auch in dieser eindeutigen Form verstanden. Aufgrund dieser taxonomischen „Vorbelastung“ anderer potentieller Bezeichnungen für die Tenrekartigen wird Afrosoricida trotz des problematischen Namensbezugs weitgehend akzeptiert.

## Stammesgeschichte
Laut der molekularen Uhr reicht der Ursprung der Tenrekartigen bis zur Kreide-Tertiär-Grenze vor etwa 68 Millionen Jahren zurück. Die fossile Überlieferung der Gruppe ist aber  sehr dürftig. Die ältesten bisher bekannten Fossilien stammen aus dem südwestlichen Afrika und datieren in das Mittlere Eozän vor etwa 48 bis 41 Millionen Jahren. Verschiedenen Gebissreste aus der Fundstelle Black Crow im Diamantensperrgebiet von Namibia werden den Gattungen Diamantochloris und Damarachloris zugewiesen. Beide stellen frühe Formen der Goldmulle dar, unterscheiden sich aber bezüglich der Körpergröße. Ein weiterer, weniger als 1 cm langer Unterkieferast wiederum repräsentiert Nanogale, der in das Beziehungsumfeld der Tenreks und Otterspitzmäuse gehört. Nur wenig jünger sind umfangreiche Skelettfunde vom Eocliff, ebenfalls im Sperrgebiet, die in das Obere Eozän datieren. Hier sind ebenfalls mehrere Vertreter nachgewiesen, sie umfassen mit Namachloris einerseits Goldmulle, mit Namagale andererseits Otterspitzmäuse sowie mit Sperrgale und Arenagale auch Tenreks. Demnach sind zu diesem Zeitpunkt bereits alle drei Familien präsent. Weitere frühe Funde kamen im Unteren Miozän des östlichen und ebenfalls südwestlichen Afrikas zu Tage. Zu nennen sind hier Protenrec, Parageogale und Erythrozootes, drei den Tenreks nahestehende Formen. Daneben ist auch Prochrysochloris belegt, das wiederum den Goldmullen nähersteht.
Umstritten ist die Stellung einiger Formen aus dem Übergang vom Eozän zum Oligozän des Fayyum-Gebietes im nördlichen Ägypten, namentlich genannt seien hier Widanelfarasia, Dilambdogale und Jawharia. Das Fundmaterial setzt sich weitgehend aus Ober- und Unterkieferresten zusammen. Bemerkenswert ist an den Oberkieferzähnen, dass die hinteren Mahlzähne ein zalambdodontes Kauflächenmuster, der vorderste aber ein dilambdodontes aufweist. Möglicherweise stehen die genannten Formen aus phylogenetischer Sicht an der Basis der Entwicklung der Tenrekartigen. Bei der Gattung Europotamogale, die anhand eines Zahns aus einer Karstspalte in Andalusien beschrieben wurde und in das Pliozän datiert, handelt es sich nach Aussage einiger Wissenschaftler möglicherweise um eine Verwechslung mit Archaeodesmana aus der Gruppe der Maulwürfe, was jedoch von den Erstautoren kritisch gesehen wird.